# Tohuvabohu
Tohuvabohu – piętnasty album studyjny niemieckiego zespołu industrialnego KMFDM, wydany 21 sierpnia 2007 roku przez KMFDM i Metropolis Records. Został nagrany w Seattle w Waszyngtonie. W 2008 roku został wydany remix album Brimborium, na którym znajdują się zremiksowane utwory z Tohuvabohu. Oryginalna okładka albumu stworzona przez wieloletniego kolaboranta Aidana Hughesa została nieco zmieniona bez jego wiedzy. Hughes wyraził niezadowolenie z tego powodu na swoim blogu.

## Opis
Album Tohuvabohu został wydany w dniu 21 sierpnia 2007 roku. Jest on utrzymywany w podobnej stylistyce co poprzednie albumy; był nagrywany w studiach muzycznych Kommandozentrale i The Black Lab Studio w Seattle i został w większości dobrze oceniony.

## Lista utworów
1. "Superpower" - 4:16
2. "Looking for Strange" - 5:18
3. "Tohuvabohu" - 5:20
4. "I Am What I Am" - 4:52
5. "Saft und Kraft" - 4:36
6. "Headcase" - 3:57
7. "Los Niños del Parque" (cover Liaisons Dangereuses) - 3:58
8. "Not in My Name" - 4:50
9. "Spit or Swallow" - 4:11
10. "Fait Accompli" - 5:05
11. "Bumaye" - 4:46